# Tamarindus indica

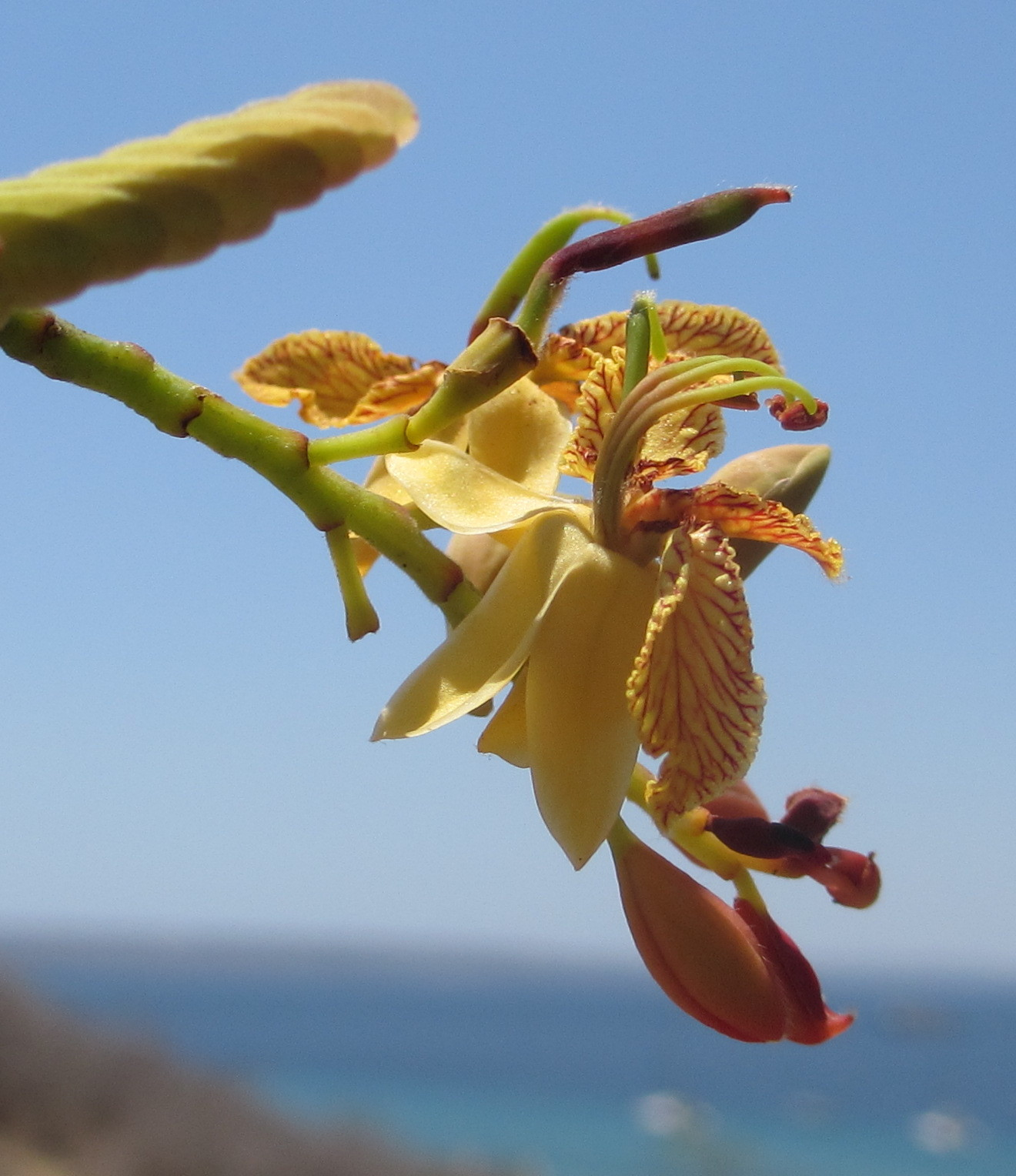
Flores.

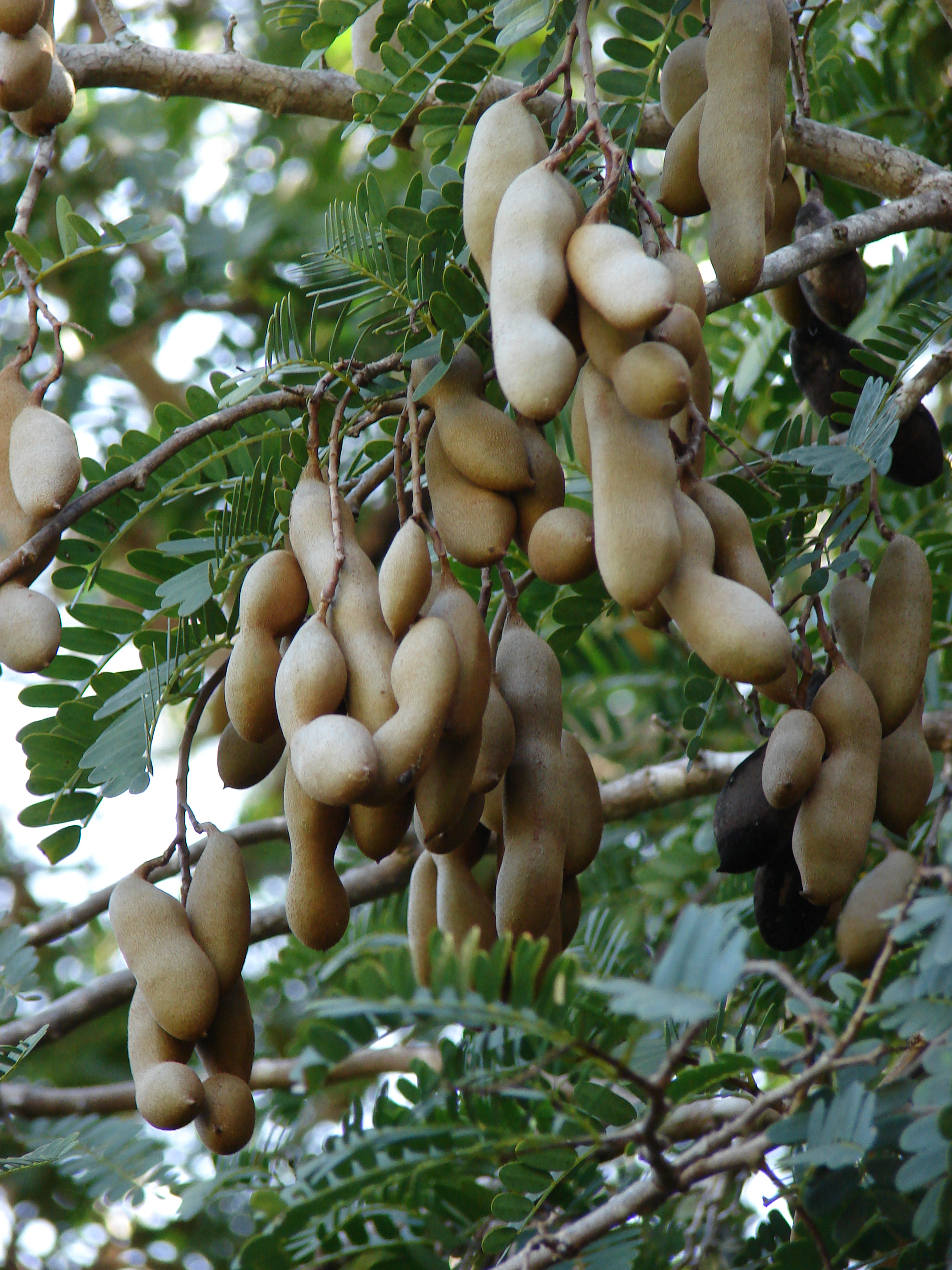
Legumbres in situ.

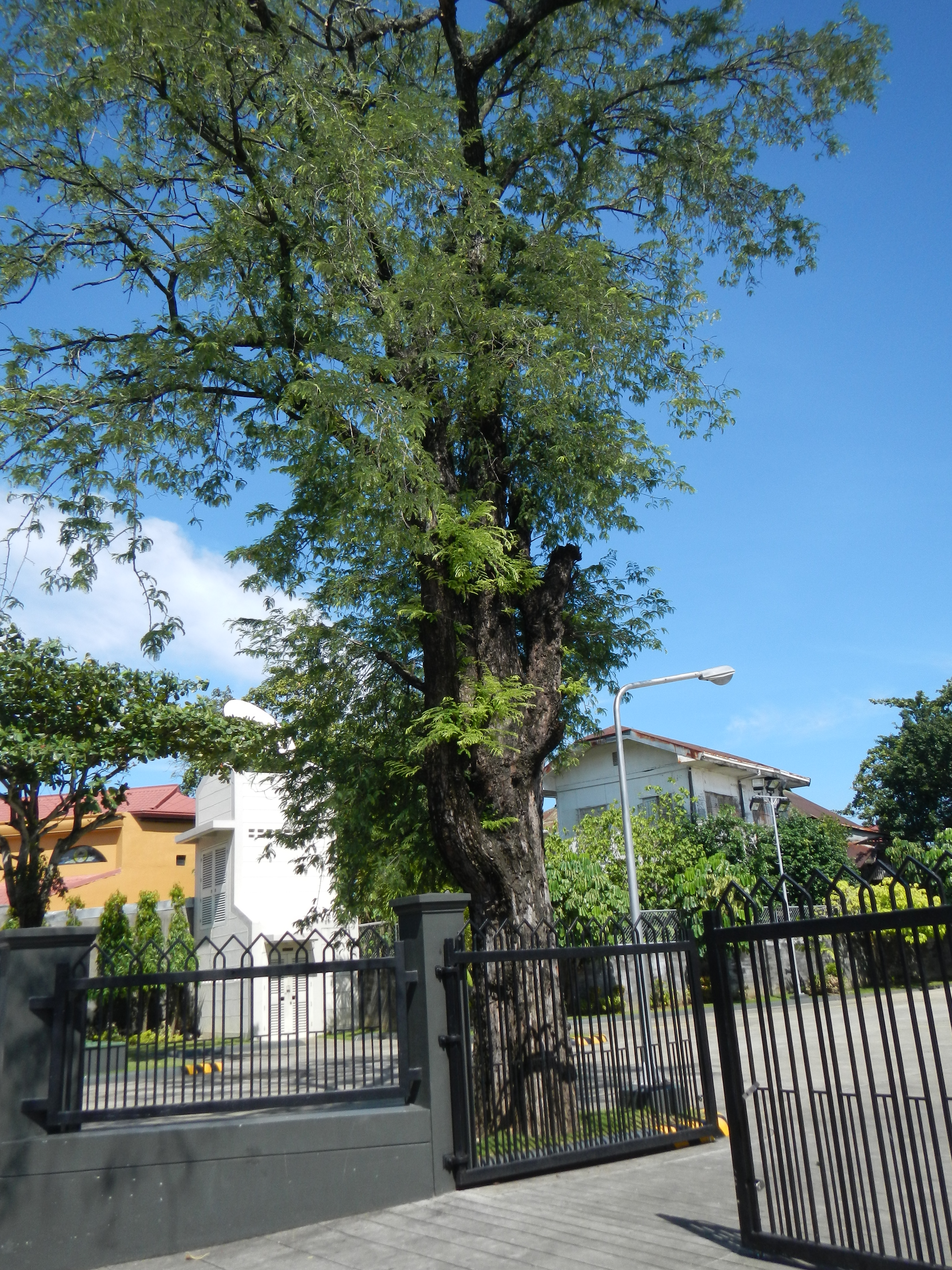
Vista del árbol.

El tamarindo (Tamarindus indica) es un árbol tropical y la única especie del género Tamarindus, perteneciente a las fabáceas (Leguminosae), subfamilia Caesalpinioideae, de frutos comestibles muy apreciados en diversos países.

## Descripción botánica
Son árboles siempre verdes de hasta 30 m de altura, longevo y de crecimiento lento, con hojas alternas, de 7,5 × 15 cm, pinnadas, con entre diez y veinte folíolos opuestos y pares de entre 1,25 cm y 2,5 cm y estípulas pequeñas y caducas. Las flores se organizan en racimos, dispuestos o no en panículas en el ápice de los brotes. Tienen brácteas y bractéolas a menudo caducas, coloreadas, ovado-oblongas, el cáliz de tubo espiral estrecho y cuatro sépalos simbricados, mientras los pétalos, amarillos con rayas naranjas a rojas, vienen en dos labios desiguales: el superior con tres pétalos bien desarrollados y los dos inferiores muy reducidos. Tiene escamoides tapados por la base del tubo estaminal de tres estambres desarrollados soldados en un tubo ascendente curvado y unos estaminodios diminutos en el ápice de dicho tubo. Los ovarios son numerosos, con  estilo alargado y estigma globular. El fruto es una legumbre de entre 5 cm y 20 cm de largo por 2 cm o 3 cm de diámetro, estrechamente cilíndrica, recta o algo curvada, con frecuentes constricciones, indehiscente, de epicarpo delgado, granulado, de color canela mate; mesocarpo espeso y carnoso; y endocarpo membraneáceo, tabicado entre las semillas que son oblicuamente oblongas u ovoide-orbiculares, algo cuadrangulares, comprimidas, coriáceas, de color marrón oscuro brillante, con cotiledones gruesos y carnosos y embrión erecto.

## Distribución y hábitat
Es un árbol originario del África tropical, en particular de Sudán, donde sigue creciendo silvestre; pero también es nativo prácticamente en todos los países desde Cabo Verde hasta Yemen y Omán. Se extendió al Asia meridional, probablemente por la mano del hombre, y se cultiva allí desde hace unos miles de años.
Actualmente está ampliamente distribuido por todas las zonas tropicales, desde África hasta Asia, Australia y el resto de Oceanía.
Se introdujo en Mesoamérica y Sudamérica por medio de los  españoles y portugueses en el siglo XVI. Hoy en día, México, Centroamérica, el Caribe Colombiano y el norte de Perú son de los mayores productores y consumidores del fruto.

## Usos

### Alimenticios
La pulpa de la fruta se utiliza como condimento tanto en Asia como en Hispanoamérica; de hecho, el tamarindo se encuentra disponible en tiendas hindúes, chinas, mexicanas y peruanas por todo el mundo. La pulpa de un fruto joven es muy ácida, y por lo tanto recomendable para muchos platos, mientras que los frutos maduros son más dulces y pueden ser utilizados en postres, bebidas o como aperitivo. En Bolivia se hacen batidos y jugos refrescantes, los cuales son una bebida típica en la región oriental de ese país, es extraída de la pulpa del fruto del mismo nombre. En México, Centroamérica y parte de Colombia se hacen concentrados de pulpa de tamarindo para la fabricación de refrescos y bebidas heladas. Particularmente, en México y su cultura de salsas picantes son empleados en la elaboración de salsa tamarindo o se venden como dulce, mezclando su pulpa con azúcar o sal y chile en algunos países de Centroamérica. Es utilizado como ingrediente en gran variedad de botanas en el Sudeste de Asia y en gran cantidad de salsas, como la salsa inglesa o la salsa agridulce. Es parte de la dieta básica en el sur de la India, en donde se prepara Sambhar (sopa de verduras con especias) arroz Pulihora, y otros platos. También muchos animales como los monos gustan de los frutos maduros del tamarindo.

### Medicinales
La pulpa, hojas y la corteza tienen aplicaciones medicinales. Por ejemplo, en Filipinas, las hojas son tradicionalmente usadas en infusión para reducir la fiebre causada por malaria. Debido a sus propiedades medicinales es utilizado como medicamento ayurvédico para algunos problemas de digestión o estomacales. También es un laxante eficaz, por lo cual puede ayudar en casos de estreñimiento pertinaz, y un somnífero natural, aunque muy suave.[cita requerida]

### Otros usos
Debido a su densidad y durabilidad, la madera del tamarindo puede ser utilizada para fabricar muebles. Los árboles de tamarindo son muy comunes en el sur de la India, particularmente en Andhra Pradesh. Se utilizan para dar sombra en las carreteras y autopistas del país.

## Taxonomía
Tamarindus indica fue descrita por Carlos Linneo y publicado en Species Plantarum  1: 34, en 1753.

#### Etimología
Tamarindus: Latinización neológica botánica del árabe vulgar تمر هندي tamr hindī, dátil de la India.
indica: epíteto latino geográfico que alude a su localización en la India ("Habitat en India, America, Aegypto, Arabia" en la diagnosis original de Linneo).

#### Sinonimia
- Tamarindus occidentalis Gaertn.
- Tamarindus officinalis Hook.
- Tamarindus umbrosa Salisb.[8][9]
- Tamarindus erythraea Mattei
- Tamarindus somalensis Mattei[10]